# チャールズ・ブロンソン/愛と銃弾
『チャールズ・ブロンソン/愛と銃弾』（あいとじゅうだん、原題：Love and Bullets）は、1978年に制作され、1979年に公開されたイギリス映画。スチュアート・ローゼンバーグ監督、チャールズ・ブロンソン主演。
日本では劇場未公開のまま、1981年6月22日に『殺人のはらわた 愛人とともに雪のアルプス逃避行』というタイトルでTBSテレビ放映されたが、後に1988年のビデオ発売の際に、『チャールズ・ブロンソン/愛と銃弾』というタイトルが付けられた。

## キャスト
| 役名                     | 俳優                         | 日本語吹替                         |
| 役名                     | 俳優                         | TBS版                              |
| ------------------------ | ---------------------------- | ---------------------------------- |
| チャーリー               | チャールズ・ブロンソン       | 森山周一郎                         |
| ジャッキー･プルイット    | ジル・アイアランド           | 沢田敏子                           |
| ジョー・ボンポーザ       | ロッド・スタイガー           | 富田耕生                           |
| ヴィットリオ・ファローニ | ヘンリー・シルヴァ           | 筈見純                             |
| ブリックマン             | ブラッドフォード・ディルマン | 池田勝                             |
| カルーソ                 | ヴァル・エイヴリー           | 藤本譲                             |
| ルイス・モンク           | ストローザー・マーティン     | 石井敏郎                           |
| アンディ・ミントン       | アルバート・サルミ           | 峰恵研                             |
| ロボ                     | マイケル・V・ガッツォ        | 緒方賢一                           |
| ハンツ                   | ポール・コスロ               | 政宗一成                           |
| クック                   | サム・チュー・Jr             |                                    |
| デュラント巡査           | ビリー・グレイ               | 広瀬正志                           |
| ジョージFBI捜査官        | ロビン・クラーク             | 大山高男                           |
| マーティFBI捜査官        | アンディ・ロマーノ           | 屋良有作                           |
| 不明 その他              |                              | 横尾まり 上山則子                  |
|                          |                              |                                    |
| 演出                     | 演出                         | 伊達渉                             |
| 翻訳                     | 翻訳                         | 山田実                             |
| 効果                     | 効果                         | PAG                                |
| 調整                     | 調整                         | 平野富夫                           |
| 制作                     | 制作                         | 東北新社                           |
| 解説                     | 解説                         | 荻昌弘                             |
| 初回放送                 | 初回放送                     | 1981年6月22日 『月曜ロードショー』 |

## スタッフ
- 監督：スチュアート・ローゼンバーグ
- 製作：パンチョ・コーナー
- 脚本：ウェンデル・メイズ、ジョン・メルソン
- 原案：ウェンデル・メイズ
- 撮影：フレッド・J・コーネカンプ、アンソニー・B・リッチモンド
- 音楽：ラロ・シフリン
- 編集：マイケル・F・アンダーソン